# アフリベルセプト
アフリベルセプト（Aflibercept）は、バイオ医薬品と呼ばれる分子標的治療薬の一つである。
商品名は、網膜治療領域ではアイリーア、大腸癌治療領域ではザルトラップ。
血管内皮細胞増殖因子（VEGF）を阻害するので、滲出型加齢黄斑変性の治療に用いられる。欧米では転移性大腸癌の治療に用いられる場合があるが、英国では費用対効果がないとされ却下された。

## 組成
アフリベルセプトはヒトVEGF受容体1および2蛋白質の細胞外ドメインとヒト抗体IgG1のFc部分からなる遺伝子組み換え融合蛋白質である。

## 効能・効果
網膜疾患
- 中心窩下脈絡膜新生血管を伴う加齢黄斑変性（承認取得：2012年9月）
- 網膜中心静脈閉塞症に伴う黄斑浮腫（承認取得：2013年11月）
- 病的近視における脈絡膜新生血管（承認取得：2014年9月）
- 糖尿病黄斑浮腫（承認取得：2014年11月）

以上の用途には硝子体内注射で用いられる。
大腸癌
抗がん剤であるフルオロウラシルとイリノテカン、ならびにアジュバントであるフォリン酸と共に点滴静注で用いられる。

## 禁忌
硝子体内注射に用いる場合には、眼または眼周囲に感染のある患者、感染の疑いのある患者、眼内に重度の炎症のある患者には禁忌である。
点滴静注で用いられる場合は、禁忌は設定されていない。

## 副作用

### 眼科
重大な副作用は眼障害（眼内炎（0.2%）、眼圧上昇（4.5%）、硝子体剥離（1.3%）、外傷性白内障（0.7%）、網膜出血（0.6%）、網膜色素上皮裂孔（0.4%）、硝子体出血（0.4%）、網膜剥離（0.07%）、網膜裂孔（0.1%）、網膜色素上皮剥離（0.03%））および脳卒中（0.3%）である。5%以上に発現する他の副作用は、結膜出血（24.0%）、眼痛（頻度未記載）である。飛蚊症が発生することがある。

### 大腸癌
主な副作用は、血球減少（白血球減少、血小板減少）、消化管障害（下痢、腹痛等）、疲労感、高血圧である。

## 相互作用
相互作用は知られていない。

## 作用機序
滲出型黄斑変性症では、脈絡毛細管板内に異常な毛細血管が成長し、網膜下での出血や蛋白漏出の原因となる。
腫瘍の場合、直径数mm以上に成長した腫瘍は濃度勾配による酸素・栄養補給では足りなくなるので、より大きく成長するために、腫瘍が血管を新生させる。
アフリベルセプトは循環血中のVEGFに優先的に結合し、VEGF受容体へのVEGFの結合を妨げる。従って、VEGF-A、VEGF-B、胎盤増殖因子（PGF）等の働きが阻害され、脈絡毛細管板や腫瘍内での血管増殖が妨げられる。抗腫瘍活性の事を、腫瘍を“兵糧攻め”にする、と表現されることがある。

## 歴史
アフリベルセプトの抗がん剤としての開発が始まったのは2001年である。2004年、局所投与での増殖性眼疾患への臨床試験が開始された。

### 臨床試験

#### 眼科用途
アフリベルセプトは中心窩下脈絡膜新生血管（CNV）を伴う滲出型加齢黄斑変性（AMD）を対象とした第III相臨床試験2本（北米大陸で実施されたVIEW1試験ならびにアジアを含む26ヶ国で実施されたVIEW2試験）に基づいた承認申請で滲出型加齢黄斑変性への承認を取得した後、網膜中心静脈閉塞症（CRVO）に伴う黄斑浮腫を対象とした2本の第III相試験（COPERNICUS試験とGALILEO試験（日本を含む））に基いて黄斑浮腫に対する承認を取得した。病的近視における脈絡膜新生血管（mCNV）については第III相国際共同試験（MYRROR試験）の結果を基に承認され、糖尿病黄斑浮腫については海外第III相試験
（VISTA-DME試験）、日本を含む第III相国際共同試験（VIVID-DME試験）、国内第III相試験（VIVID-Japan試験）に基づき承認された。

#### 抗がん剤用途
2011年3月、局所進行または転移のある非小細胞肺癌（NSCLC）のセカンドライン治療の第III相臨床試験（Vital試験）で、アフリベルセプトは臨床評価項目（全生存期間の延長）を達成できなかったが、無増悪生存期間を延長した。
2011年4月、アフリベルセプトが転移のある大腸癌（mCRC）のセカンドライン治療の第III相臨床試験（Velour試験）で全生存期間を延長することを示した。
アフリベルセプトはホルモン治療不応性前立腺癌の第III相臨床試験（VENICE試験）で全生存期間の延長を示す事ができなかった。

### 承認
2011年11月、米国FDAはアフリベルセプトの滲出型加齢黄斑変性への使用を承認した。2012年8月には、オキサリプラチンを含むレジュメ（多剤併用療法）後に悪化した大腸癌への使用（フルオロウラシル、フォリン酸、イリノテカンと併用）を承認した。黄斑変性に使用する製品と区別するため、FDAは成分名を“ジヴ”-アフリベルセプトとした。
2012年11月、EMAは滲出型加齢黄斑変性へのアフリベルセプトの使用を承認した。2013年2月に、オキサリプラチン抵抗性の転移のある大腸癌（5-FU、FA、Iri併用）を対象とした使用を承認した。